# Bjørn Wirkola
Pour les articles homonymes, voir Wirkola.
Bjørn Tore Wirkola, né le 4 août 1943 à Alta, est un sauteur à ski, coureur du combiné nordique et footballeur norvégien.

## Carrière de skieur
Originaire d'Alta, il est membre du club local.
Sa première sélection en grand championnat a lieu aux Jeux olympiques d'hiver de 1964, où il est seizième du concours de saut. Il prend part à la compétition de combiné nordique, finissant onzième.
En 1965, il remporte sa première victoire à Bischofshofen à l'occasion de la Tournée des quatre tremplins. En 1966, il remporte les deux plus grandes victoires de sa carrière en gagnant les deux titres mondiaux au petit et grand tremplin à Oslo. Il entre dans une phase de domination alors, puisqu'il gagne la Tournée des quatre tremplins trois fois entre 1967 et 1969, soit le seul sauteur de l'histoire à détenir une telle série. Aux Jeux olympiques de Grenoble en 1968, il est quatrième notamment et est le porte-drapeau norvégien.
Wirkola remporte une ultime victoire à la Tournée des quatre tremplins en 1972, encore à Bischofshofen. Il détient un total record de dix victoires dans des manches de la Tournée, à égalité avec Jens Weissflog. Au niveau national, il gagne huit titres de champion de Norvège et reçoit cinq kongepokal (Coupe du roi). Il a battu également trois fois le record du monde de saut à Vikersund en 1966 (146 mètres) et à Planica en 1969 (156 et 160 mètres).

## Distinctions
Il est récompensé par la Statuette Olaf (no) en 1966, la Médaille Holmenkollen en 1968 et l'Egebergs Ærespris en 1971.

## Palmarès en saut à ski

### Jeux olympiques
| Épreuve / Édition | Innsbruck 1964 | Grenoble 1968 | Sapporo 1972 |
| Petit tremplin    |                | 4e            |              |
| Grand tremplin    | 16e            | 23e           | 37e          |

### Championnats du monde
| Épreuve / Édition | Oslo 1966 |
| Petit tremplin    | Or        |
| Grand tremplin    | Or        |

### Tournée des quatre tremplins
- Vainqueur du classement final en 1967, 1968 et 1969.
- 10 victoires sur des manches.

### Festival de ski de Holmenkollen
En plus de ses deux titres mondiaux en 1966 à Holmenkollen, Oslo, il gagne l'épreuve de saut lors de l'édition 1967.

## Combiné nordique
Wirkola est arrivé onzième de l'épreuve de combiné des Jeux olympiques de 1964, qui se déroulent à Innsbruck.

## Football
Wirkola commence à jouer professionnellement au football en 1971. Il a joué pour le Rosenborg BK, en première division du championnat de Norvège de football de 1971 à 1974. Il devient champion en 1971.